# Таохъ
Таохъ или Лучу (на китайски: 洮河; на пинин: Táo Hé) е река в Централен Китай, в провинции Цинхай и Гансу, десен приток на Хуанхъ). С дължина 673 km и площ на водосборния басейн 25 527 km² река Таохъ води началото си от крайната западна част на хребета Сициншан (съставна част на Източен Кунлун) на 3835 m н.в. в провинция Цинхай. В горното си течение протича в сравнително широка планинска долина покрай южното подножие на хребета Сициншан, в източна посока. В района на град Минсян навлиза в поредица от теснини и ждрела, като рязко завива в обратна посока (на запад), а след това на северозапад. Влива се отдясно в река Хуанхъ, на 1733 m н.в., в язовира „Сигоуся“, в непосредствена близост до преградната му стена. Основни притоци: леви – Кацаймухъ, Сябагоу, Шиймочуан; десни – Джукухъ, Жъхукъхъ, Чебегоу, Даюйгоу, Дунюй. Има ясно изразено лятно пълноводие в резултат от топенето на снеговете в планините и влиянието на мусонните дъждове през периода. Среден годишен отток – около 160 m³/s. Река Таохъ внася в река Хуанхъ огромно количество наносни материали. Водите ѝ се използват за напояване. Поради планинския характер на терена, през който протича реката, долината ѝ е слабо населена, като най-големите селища са градовете Минсян и Линтао.